# Manganowce
| Grupa → | 7 VIIB |
| ↓ Okres |        |
| ------- | ------ |
| 4       | 25 Mn  |
| 5       | 43 Tc  |
| 6       | 75 Re  |
| 7       | 107 Bh |

Manganowce – pierwiastki 7 (daw. VIIB lub VII pobocznej) grupy układu okresowego: mangan (Mn), technet (Tc), ren (Re) i bohr (Bh).

Manganowce
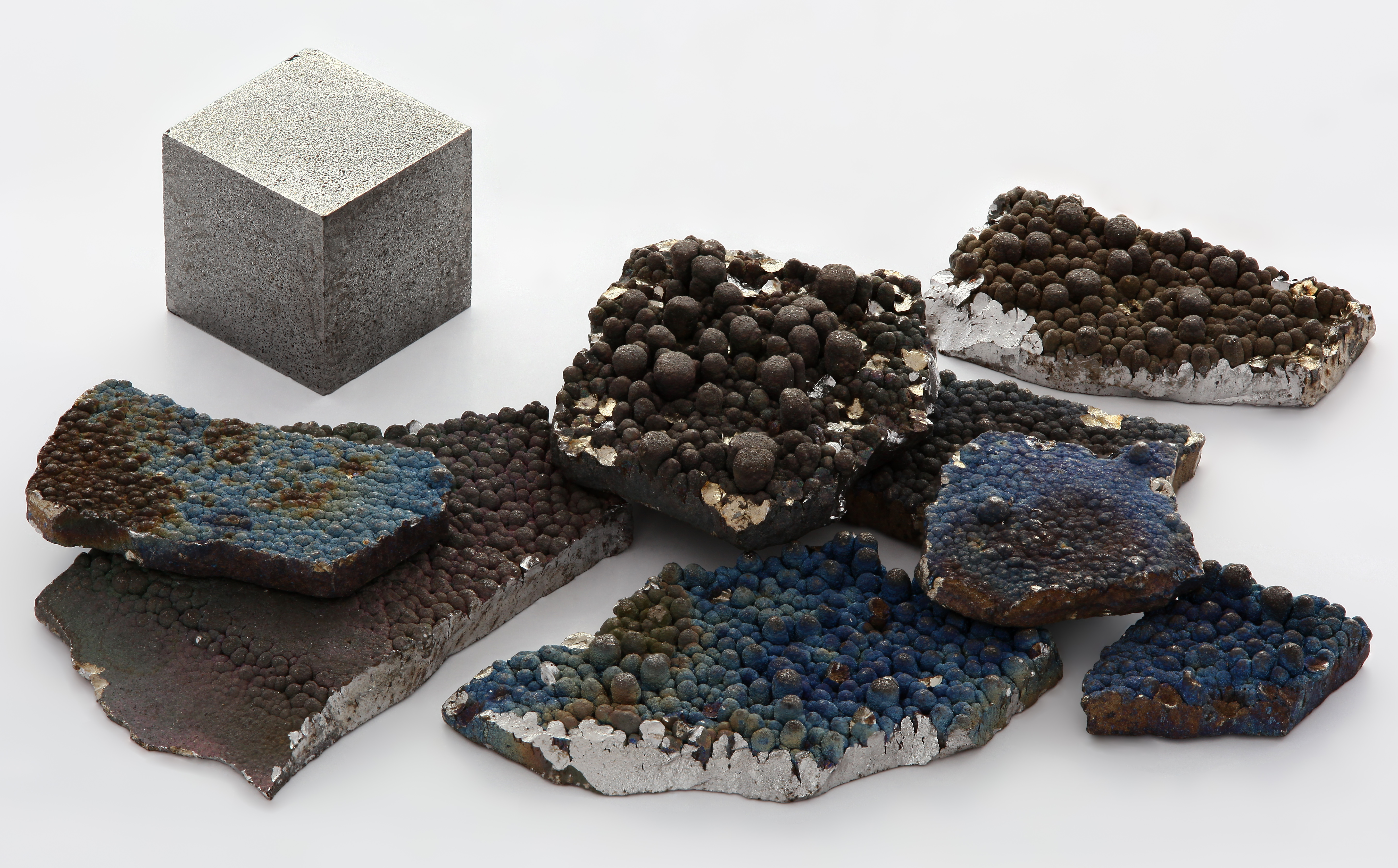
Mangan
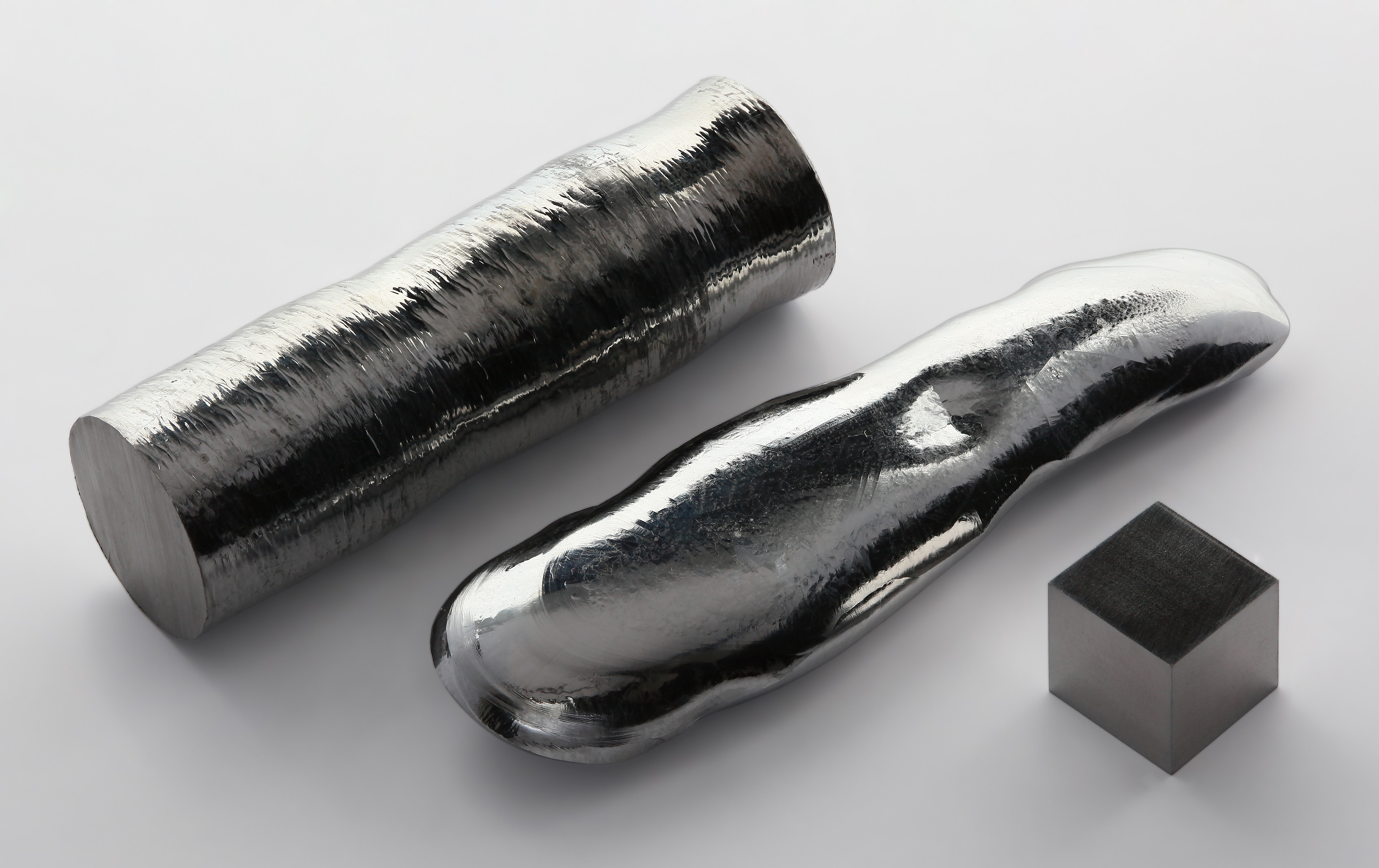
Ren

## Położenie w układzie okresowym
Manganowce należą do bloku d w układzie okresowym, są pierwiastkami przejściowymi.
Konfiguracje elektronowe:
- Mn - [Ar]3d54s2
- Tc - [Kr]4d65s1
- Re - [Xe]4f145d56s2
- Bh - [Rn]5f146d57s2 (przewidywana)

## Występowanie w przyrodzie
Spośród manganowców największe rozpowszechnienie w skorupie ziemskiej ma mangan, ren jest pierwiastkiem bardzo rzadkim, a technet występuje tylko śladowo w niektórych rudach uranowych jako produkt naturalnej reakcji rozszczepienia uranu. Bohr nie występuje w przyrodzie, a całość wykorzystywanego technetu jest wytwarzana w sposób sztuczny.

## Właściwości
Manganowce występują na różnych stopniach utlenienia, zwłaszcza na II, III, IV i VI. Najwyższy stopień utlenienia (równy numerowi grupy) wynosi VII. Tworzą zarówno kationy, jak i aniony.
Mangan jest twardym, kruchym, srebrzystym metalem. Reaguje z kwasami nieutleniającymi z wydzieleniem wodoru. Reaguje również z wodą, dając wodorotlenek manganu(II) Mn(OH)2. Rozdrobniony mangan łatwo zapala się w powietrzu, tworząc tlenek manganu(II) MnO.
Właściwości renu i technetu są bardzo zbliżone. Są to srebrzyste metale, które matowieją w wilgotnym powietrzu. Oba pierwiastki reagują z kwasem azotowym i kwasem siarkowym. W wyniku ich spalania powstają tlenki: tlenek technetu(VII) Tc2O7 i tlenek renu(VII) Re2O7.

## Zastosowanie
- Mangan - wyrób stopów twardych; jego związki, w szczególności nadmanganian potasu[1], są wykorzystywane jako leki antyseptyczne.
- Ren - do wyrobu włókien do żarówek, jako składnik stopów, zwiększający twardość i odporność korozyjną (np. ze stopu renu i platyny wytwarza się elektrody wykorzystywane w elektrolizie).
- Technet - izotopy stosowane są w medycynie do obrazowania zmian chorobowych w komórkach.